# Чистяки (Красноярский край)
Чистяки — поселок в составе Первомайского сельсовета Мотыгинского района Красноярского края.

## Географическое положение
Поселок находится в 12 км на юго-восток от центра сельсовета поселка Первомайский на левом берегу реки Тасеева.

## Климат
Климат резко континентальный с коротким теплым летом и холодной продолжительной зимой. Максимальная температура воздуха в июле: +34°С, минимальная в январе: — 54°С. Среднегодовая температура изменяется в пределах от −1,1°С до −4,6°С, в среднем −2,8°С. Средняя максимальная температура наружного воздуха наиболее жаркого месяца: +25ºС. Средняя месячная температура наружного воздуха наиболее холодного месяца: −24ºС. Скорость ветра, вероятность которой составляет 5 %. Год — 6,1 м/с. Снежный покров ложится в середине октября и сходит в начале мая. Толщина снежного покрова достигает 1.5-2 м. Глубина сезонного промерзания грунтов составляет около 2.0 м.

## Население
| 2010 |
| ---- |
| 31   |

Постоянное население по переписи 2002 года было 80 человек (русские 93 %).